# Ryan Thomas
Ryan Jared Thomas (ur. 20 grudnia 1994 w Te Puke) – nowozelandzki piłkarz grający na pozycji lewego pomocnika. Od 2018 jest zawodnikiem PSV Eindhoven.

## Kariera klubowa
Swoją karierę piłkarską Thomas rozpoczął w klubie Waikato FC. W 2011 roku awansował do kadry pierwszego zespołu. Zadebiutował w nim 23 października 2011 w przegranym 1:5 domowym meczu z Auckland City. W sezonie 2011/2012 awansował z Waikato do finału Pucharu Nowej Zelandii.
W lipcu 2013 roku Thomas podpisał kontrakt z holenderskim PEC Zwolle, do którego przeszedł na zasadzie wolnego transferu. Swój debiut w Eredivisie zanotował 2 listopada 2013 w zremisowanym 1:1 wyjazdowym meczu z PSV Eindhoven. W kwietniu 2014 wystąpił w wygranym 5:1 przez Zwolle finale Pucharu Holandii z Ajaksem Amsterdam. W sierpniu 2018 roku został sprzedany do PSV Eindhoven za 2,75mln euro.

## Kariera reprezentacyjna
W 2013 Thomas wraz z reprezentacją Nowej Zelandii U-20 wywalczył mistrzostwo Oceanii U-20. W tym samym roku wystąpił również na mistrzostwach świata U-20. W dorosłej reprezentacji Nowej Zelandii zadebiutował 5 marca 2014 roku w przegranym 2:4 towarzyskim meczu z Japonią, rozegranym w Tokio.